# Dundee United FC
Dundee United FC är en fotbollsklubb från Dundee i Skottland.
Dundee United FC gick till final i UEFA-cupen 1987 där laget förlorade mot IFK Göteborg.

## Historia
Inspirerande av exemplet från Hibernian i Edinburgh och senare från Celtic i Glasgow, formade det irländska samhället i Dundee, en ny fotbollsklubb 1909. Från början hette klubben Dundee Hibernian, men 1923 var klubben nära att gå i konkurs, men räddades av en grupp affärsmän, som bestämde att klubben skulle byta namn till Dundee United. På 1960-talet värvade Dundee de svenska landslagsspelarna Örjan Persson och Lennart Wing från Örgryte IS.
På 1980-talet så växte Dundee United FC fram till en av de större klubbarna i Skottland och utmanade tillsammans med Aberdeen, Old Firm-lagen Celtic och Rangers. Laget vann Scottish Premier League 1983 och var väldigt framgångsrika i cupen med två segrar i Scottish League Cup och fyra finalförluster i Scottish Cup. Klubben visade också framfötterna i Europa med semifinal i Europacupen 1984 och en finalförlust i UEFA-cupen mot IFK Göteborg 1987. 
På senare tid har framgångarna uteblivit alltmer men klubben vann Scottish Cup 2009/2010.

## Spelare

### Nuvarande trupp
(L) - Inlånad spelare
| 25 | Wales     | Dave Richards     | 31 december 1993 | Crewe Alexandra (-24) |
| 41 | Skottland | Ruairidh Adams    | 10 juli 2004     | Hutchison Vale (-21)  |
| -  | Ukraina   | Yevhen Kucherenko | 27 augusti 1999  | LNZ Cherkasy (-25)    |

| 2 | Australien    | Ryan Strain     | 2 april 1997      | St. Mirren (-24)  |
| 3 | Nederländerna | Bert Esselink   | 16 augusti 1999   | Stal Mielec (-25) |
| 4 | Moldavien     | Iurie Iovu      | 6 juli 2002       | NK Istra (-25)    |
| 5 | Kroatien      | Vicko Ševelj    | 19 september 2000 | Radomlje (-24)    |
| 6 | Skottland     | Ross Graham     | 20 februari 2001  | Dundee United FC  |
| - | Finland       | Dario Naamo (L) | 14 maj 2005       | St. Pölten (-25)  |

| 8  | Guinea-Bissau | Panutche Camara  | 28 februari 1997 | Crawley Town (-25)       |
| 11 | Irland        | Will Ferry       | 7 december 2000  | Cheltenham Town (-24)    |
| 12 | Kenya         | Richard Odada    | 25 november 2000 | Philadelphia Union (-24) |
| 14 | Skottland     | Craig Sibbald    | 18 maj 1995      | Livingston (-22)         |
| 30 | Skottland     | Lewis O'Donnell  | 21 juni 2005     | Dundee United FC         |
| -  | Ghana         | Isaac Pappoe (L) | 20 december 2003 | Ferencváros (-25)        |

| 7  | Nordmakedonien | Kristijan Trapanovski | 14 augusti 1999  | Shkupi (-24)                   |
| 9  | Australien     | Zachary Sapsford      | 16 augusti 2002  | Western Sydney Wanderers (-25) |
| 18 | Skottland      | Kai Fotheringham      | 18 april 2003    | Dundee United FC               |
| 20 | Bonaire        | Jort van der Sande    | 25 januari 1996  | ADO Den Haag (-24)             |
| 27 | Skottland      | Rory MacLeod          | 3 februari 2006  | Dundee United FC               |
| 29 | Skottland      | Miller Thomson        | 20 juli 2004     | Dundee United FC               |
| 70 | Nigeria        | Meshack Ubochioma     | 29 november 2001 | Zalaegerszegi (-24)            |

### Utlånade spelare
| Nr | Land | Pos | Namn |
| -- | ---- | --- | ---- |